# 라이트스톰 엔터테인먼트
라이트스톰 엔터테인먼트(영어: Lightstorm Entertainment)은 미국의 영화 제작 회사이다. 1990년 제임스 캐머런과 래리 캐서노프가 설립하였다.

## 작품 목록
- 《터미네이터 2: 심판의 날》 (1991)
- 《트루 라이즈》 (1994)
- 《스트레인지 데이즈》 (1995)
- 《T2 3-D: 배틀 어크로스 타임》 (1996)
- 《타이타닉》 (1997)
- 《솔라리스》 (2002)
- 《아바타》 (2009)
- 《터미네이터 6》 (2019)

### 공개 예정
- 《알리타: 배틀 엔젤》 (2018)
- 《아바타 2》 (2022)
- 《아바타 3》 (2025)[3]
- 《아바타 4》 (2029)[3]
- 《아바타 5》 (2031)[3]
- 《아바타 6》 (미정)
- 《아바타 7》 (미정)